# Естафета Олімпійського вогню зимових Олімпійських ігор 2014
Естафета олімпійського вогню «Сочі 2014» є найтривалішою і наймасштабнішою в історії зимових Олімпійських ігор. Естафета за участю 14 тисяч факелоносців почалася 7 жовтня 2013 рік а і завершилася в день відкриття Олімпіади 7 лютого 2014 ріка.

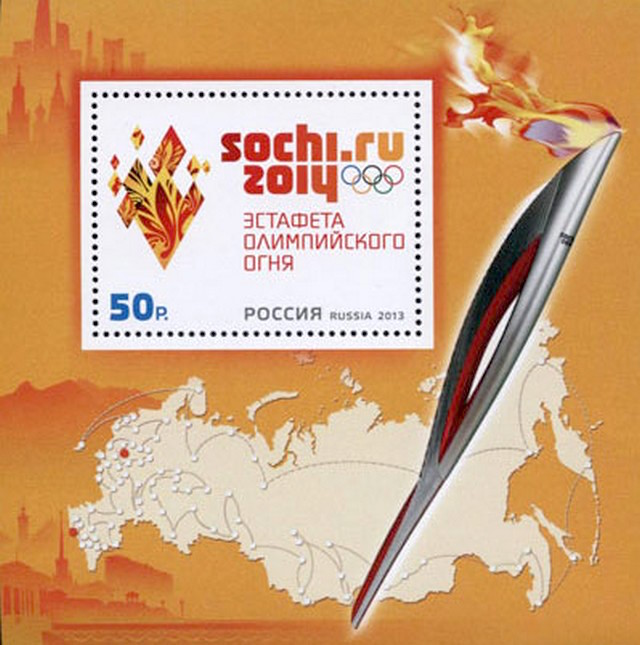
Поштовий блок Росії 1736, присвячений естафеті Олімпійського вогню

Маршрут олімпійського вогню по регіонах Росії був представлений оргкомітетом «Сочі 2014» рівно за рік до старту естафети. Протягом 123 днів факел Ігор у руках спортсменів  подолав понад 65 тисяч кілометрів на автомобілях, поїздах, літаках, а також на російській трійці і оленячих упряжках на очах 130 мільйонів жителів РФ. У багатьох містах на час перебування в них естафети влаштовувалися чаші вогню.

Естафета Олімпійського вогню — одне з найважливіших подій, пов'язаних з Іграми. Це емоції, які за напруженням не поступаються самим Олімпійським змагань. У Естафети «Сочі 2014» відповідальна місія — об'єднати всю країну, тим самим заново відкривши різноманіття і красу Росії, в першу чергу, для самих росіян. На один день кожен з населених пунктів, де пройде Естафета, стане столицею Естафети Олімпійського вогню, і це унікальний шанс для місто ів і селищ заявити про себе на весь світ.
— Президент Оргкомітету "Сочі 2014" Дмитро Чернишенко
Крім того, олімпійський вогонь побував на Північному полюсі, на дні озера Байкал, на вершині Ельбрус а. Один олімпійський факел (але не вогонь) побував в космосі на МКС — цим факелом запалено чаша вогню на церемонії відкриття. Ковзаняр. Посол «Сочі 2014» Іван Скобрев, який сподівався потрапити в число 14 тисяч факелоносців, запропонував пробігти свій етап на ковзанах.

Мені вже пощастило тримати в руках факел, але це було напередодні літніх Ігор в Лондон е. Ті емоції неможливо забути. Можна тільки перебити їх сильнішими, якщо понесу вогонь перед домашньою Олімпіадою. Хотів би отримати хабаровськ ий етап і, якщо він випаде на зимовий час, я б хотів проїхати його на ковзанах. А ще тримаю в думках золоту медаль Ігор, адже «срібло» і «бронза» Ванкувера у мене вже є.

Завершилася естафета в Сочі у Олімпійського стадіону «Фішт» на церемонії відкриття за участю російських олімпійських чемпіонів запалюванням чаші вогню на 30-метровій стелі, влаштованої на площі Олімпійського парку.

## Запалення вогню

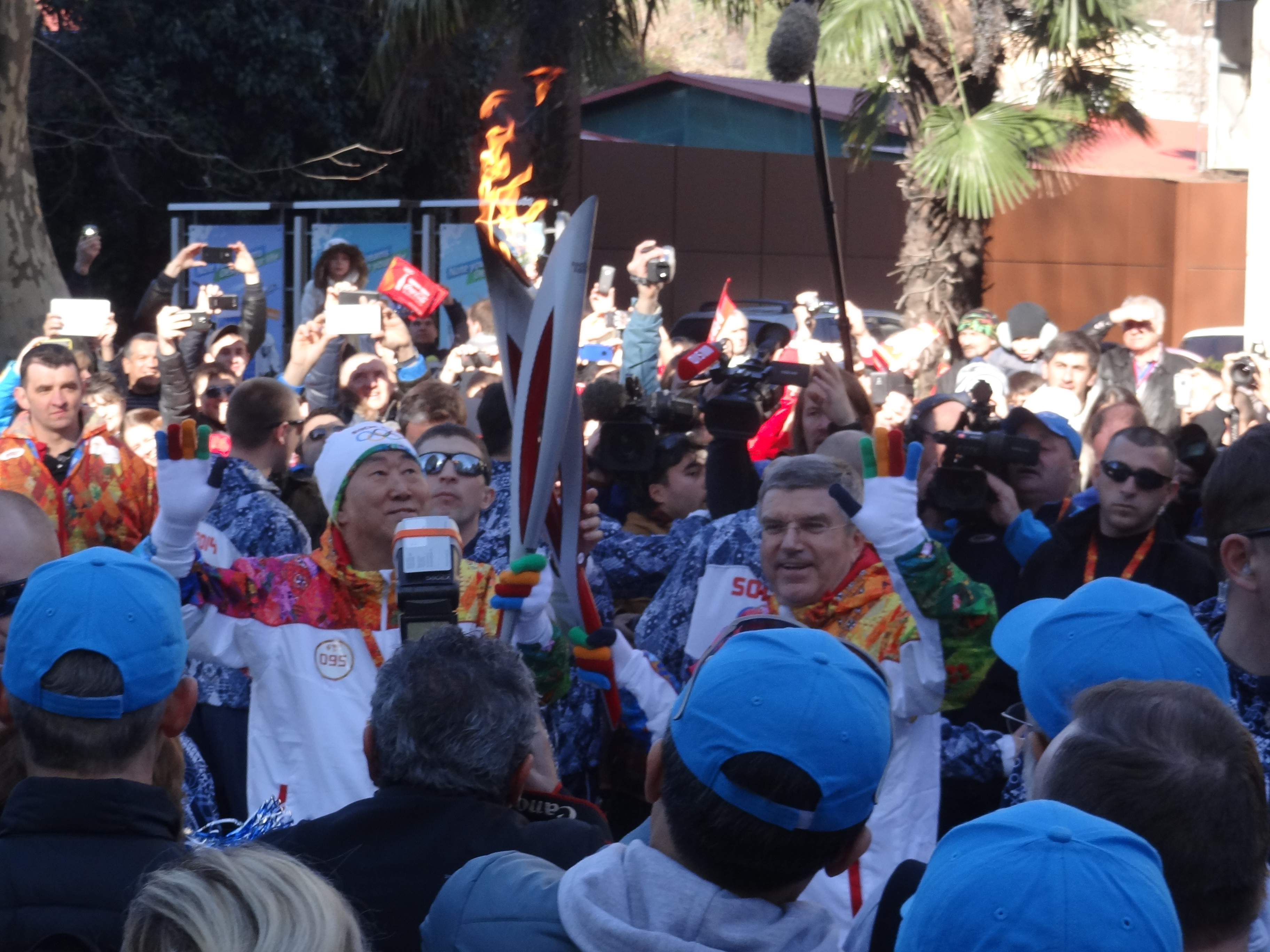
6 лютого 2014 року в Сочі вогонь XXII Олімпійських зимових ігор пронесли Президент МОК Томас Бах і Генеральний секретар ООН Пан Гі Мун.

Вогонь був урочисто запалено в Греції 29 вересня 2013 рік а, за 131 день до старту Олімпіади. Церемонія запалювання відбулася в Олімпії на руїнах храму богині Гери за участю 20 актрис в ролях жриць. Актриса  Олена (Іно) Менегакі  виступила в ролі верховної жриці і звернулася зі словами:

О, Аполлон, бог сонця і світла, пішли свої промені і запали священний факел для гостинного міста Сочі. І ти, о, Зевс, подаруй мир усім народам землі і увінчай переможців священних змагань.

За традицією, факел був запалений від сонця за допомогою спеціальної лінзи. Після запалювання учні балетних шкіл виконали жіночий «Танець німф» і чоловічий «піричний танець без зброї», що символізувало наступ світу під час Ігор. Естафету олімпійського вогню в Греції почав 18-річний гірськолижник Янніс Антоніу, бронзовий призер в слаломі і слаломі-гіганті на юніорському чемпіонаті світу 2012 року в Італії.

## Маршрут
Президент Оргкомітету «Сочі 2014» Дмитро Чернишенко назвав список російських міст, де пройде естафета, серед них — з усіма обласними центрами ЦФО.
Після Москви і підмосковного Красногорська Олімпійський вогонь пронесли навколо Московської області з оборотом проти годинникової стрілки — через Твер , Смоленськ, Калугу, Тулу, Рязань, Владимир, Іваново, Кострому і Ярославль. Потім факел відправився на північний захід країни, звідти — в північні регіони і на Далекий Схід і Сибір, а, повертаючись, через Поволжі знову прибув в ЦФО, охопивши Центральне Черноземье і сусідні області. Спочатку вогонь Олімпіади побачили в Тамбові, потім в Липецьку, Єльці, Орлі, Брянську, Курську, Бєлгороді і, нарешті, в Воронежі, звідки факел відправився в Волгоград і далі на південь.
| 1 2 3 4 5 6 7class=notpageimage\| Карта Греції, де пройшов маршрут: Карта Греції, де пройшов маршрут | Маршрут естафети олімпійського вогню в Греції: 29 вересня 1. Олімпія 2. Калавріта 30 вересня 3. Патри 4. Ламія 5. Катерини 1 жовтня 6. Салоніки 5 жовтня 7. Афіни | Північний полюсclass=notpageimage\| Карта Північного полюса, де пройшов маршрут |

Маршрут естафети олімпійського вогню:
7-9 жовтня
1. Москва
10 жовтня
2. Коломна
3. Одинцово
4. Садиба Архангельське
5. Красногорськ
6. Дмитров
11 жовтня
7. Торжок
8. Твер
12 жовтня
9. Ржев
10. Смоленськ
13 Жовтня
11. Юхнов
12. Калуга
14 жовтня
13. Ясна Поляна
14. Новомосковськ
15. Тула
15 жовтня
16. Рязань
16 Жовтня
17. Муром
18. Володимир
17 Жовтня
19. Суздаль
20. Іваново
18 жовтня
21. Плесо
22. Кострома
19 Жовтня
23. Ярославль
20 Жовтня
24. Вологда
22 жовтня
25. Кижи
26. Петрозаводськ
23 Жовтня
27. Пряжа
28. Олонець
24 Жовтня
29. Великий Новгород
25 Жовтня
30. Ізборськ
31. Псков 
 Північний полюс
26 Жовтня
32. Гатчина
27 Жовтня
33. Санкт-Петербург
28 Жовтня
34. Кронштадт
35. Ломоносов
36. Петергоф
37. Павловськ 
 Пушкін
29 Жовтня
38. Світлогорськ
39. Калінінград
30 жовтня
40. Мурманськ
1 листопада
41. Сєверодвінськ
42. Архангельськ
2 листопада
43. Сиктивкар
3 листопада
44. Нарьян-Мар
4 листопада
45. Новий Уренгой
46. Салехард
5 листопада
47. Нефтеюганськ
6 листопада
48. Ханти-Мансійськ
7 листопада
49. Норильськ
8 листопада
50. Мирний
9 листопада
51. Якутськ 
 Винос факела з Міжнародної космічної станції у відкритий космос
10 листопада
52. Магадан
12 листопада
53. Анадир
54. Єлізово
13 листопада
55. Петропавловськ-Камчатський
14 листопада
56. Південно-Сахалінськ
15 -16 листопада
57. Владивосток
17 листопада
58. Хабаровськ
18 листопада
59. Біробіджан
19 листопада
60. Білогорськ
61. Благовєщенськ
21 листопада
62. Чита
22 листопада
63. Улан-Уде
23 листопада
64. Ліствянка, озеро Байкал
24 листопада
65. Іркутськ
25 листопада
66. Дивногорськ
26 листопада
67. Красноярськ
27 листопада
68. Абакан
28 листопада
69. Кизил
29 листопада
70. Кедровський вугільний розріз
30 листопада
71. Кемерово
1 грудня
72. Томськ
2 грудня
73. Горно-Алтайськ
3 грудня
74. Барнаул
6-7 грудня
75. Новосибірськ
8 грудня
76. Куйбишев
77. Барабінськ
78. Калачинськ
9 грудня
79. Омськ
11 грудня
80. Тюмень
12 грудня
81. Тобольськ
13 грудня
82. Нижній Тагіл
13 -14 грудня
83. Єкатеринбург
15 грудня
84. Каменськ-Уральський
85. Курган
16 грудня
86. Шадрінськ
16 -17 грудня
87. Челябінськ
18 грудня
88. Магнітогорськ
20 -21 грудня
89. Уфа
22 грудня
90. Оренбург
24 грудня
91. Сизрань
92. Тольятті
25 грудня
93. Самара
26 грудня
94. Ульяновськ
27 грудня
95. Чебоксари
28 грудня
96. Йошкар-Ола
30 грудня
97. Свиязьк
30-31 грудня
98. Казань
2 січня
99. Іжевськ
3 січня
100. Кунгур
3-4 січня
101. Перм
5 січня
102. Кіров
7-8 січня
103. Нижній Новгород
9 січня
104. Саранськ
10 січня
105. Пенза
11 січня
106. Саратов
12 січня
107. Тамбов
13 січня
108. Мічурінськ
109. Липецьк
14 січня
110. Єлець
111. Орел
15 січня
112. Брянськ
16 січня
113. Курськ
17 січня
114. Білгород
18 січня
115. Воронеж
19 січня
116. Урюпінськ
20 січня
117. Волгоград
21 січня
118. Новочеркаськ
119. Шахти
22 січня
120. Ростов-на-Дону
23 січня
121. П'ятигорськ
24 січня
122. Ставрополь
25 січня
123. Еліста
124. Яшкуль
26 січня
125. Астрахань
27 січня
126. Махачкала
127. Черкеськ
28 січня
128. Грозний
129. Магас
30 січня
130. Владикавказ
131. Нальчик
1 лютого
132. Ельбрус
3 лютого

Див. маршрут естафети Олімпійського вогню в Краснодарському краї і Республіці Адигея нижче.
| Майкоп Краснодар ВДЦ «Орлятко» Лазаревське Адлер Червона Поляна Сочі class=notpageimage\| Карта Краснодарського краю і Республіки Адигея, де пройшов маршрут: столиця Олімпійських ігор | Маршрут естафети олімпійського вогню в Краснодарському краї і Республіці Адигея: 1. 3 февраля 2. Майкоп 4 февраля 3. Краснодар 5 февраля 4. ВДЦ «Орлёнок» 5. Лазаревское 6. Адлер 7. Красна Поляна з 6 февраля 8. Сочі |

## Хід естафети

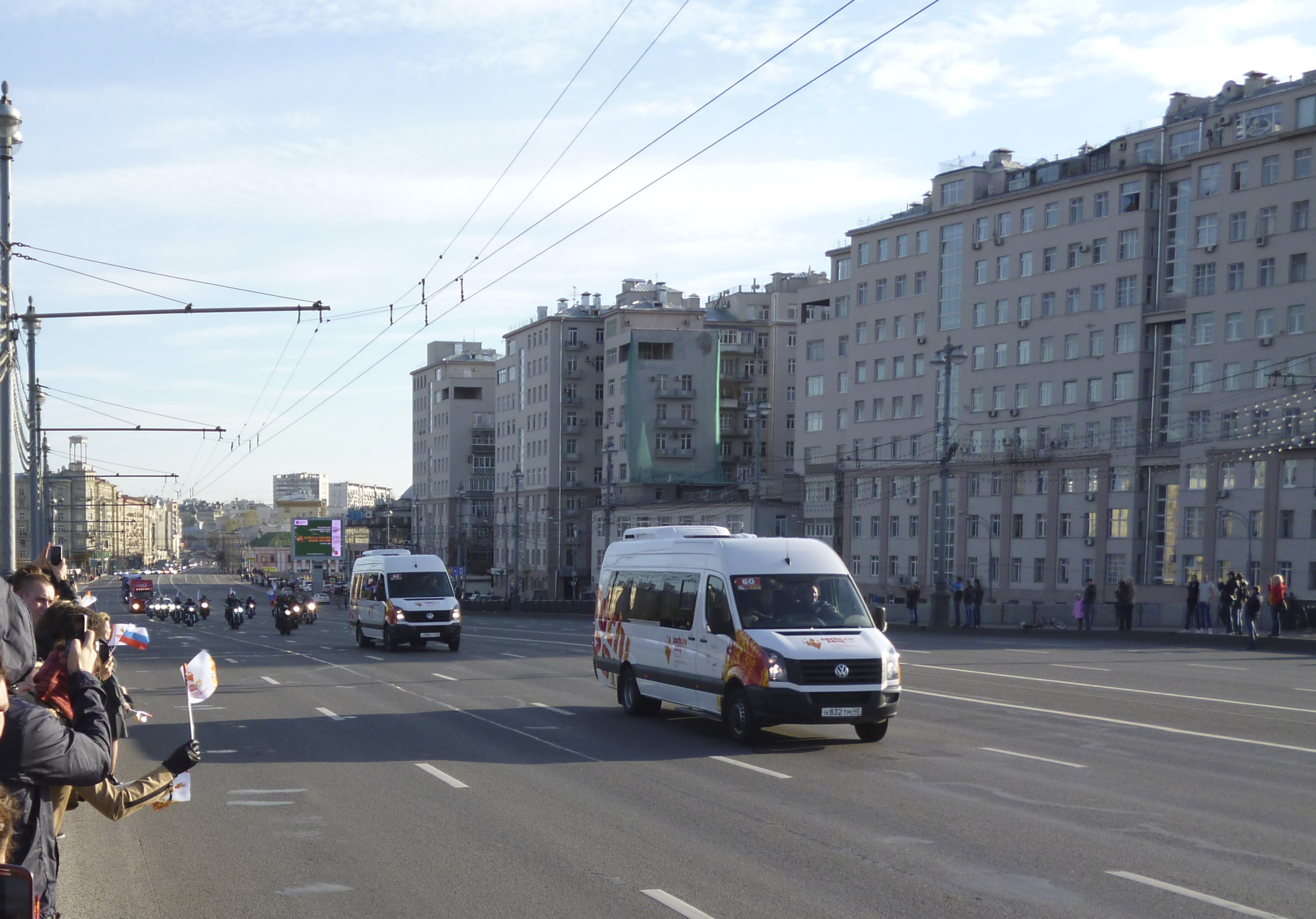
Кортеж з Олімпійським вогнем випливає з аеропорту Внуково. Великий Кам'яний міст

6 жовтня 2013 року олімпійський вогонь був доставлений в Москву. З аеропорту Внуково лампада з вогнем в супроводі більш ніж 200 байкерів була доставлена на Красну площу, де відбулася урочиста церемонія зустрічі олімпійського вогню за участю В. В. Путіна. Путін передав факел молодим спортсменам Ліні Федорової і Максиму Мірошкіну, після чого почалася естафета, що пройшла по території Кремля, Троїцькому мосту і Мохової вулиці і закінчилася в Олександрівському саду.
7 жовтня о 12 годині дня на Василівському узвозі стартувала офіційна естафета олімпійського вогню. 8 жовтня естафета продовжилася. Всього в московському етапі взяли участь 593 факелоносца.
10 жовтня естафета проходила по Московської області. Старт був даний в Коломиї, потім вогонь побував в Одинцово, Красногорськ е, музеї-садибі «Архангельське». Завершилася підмосковна естафета в Дмитров е.
25 жовтня 2013 рік а Олімпійський вогонь спалахнув на Північному полюсі. На Північний полюс вогонь доставив атомний криголам Росатомфлота «50 років перемоги» (капітан Валентин Давидянц). Нести Олімпійське Полум'я удостоїлися честі 11 факелоносців, які зробили великий внесок у вивчення Арктики, збереження її природних ресурсів, тваринного світу і екології. Серед них: Ласси Хейнінен (Фінляндія), Йенс Петтер Нільсен і Ян Гуннар Вінтер (Норвегія), Карен Пет Пітні (США), Стейнгрімур Йонсон (Ісландія), Стівен Подборскі (Канада), Сьоберг Ильва (Швеція), Маркусен Крістіан (Данія), Артур Чилінгаров, Валентин Давидянц і Олена Кудряшова (Росія ).

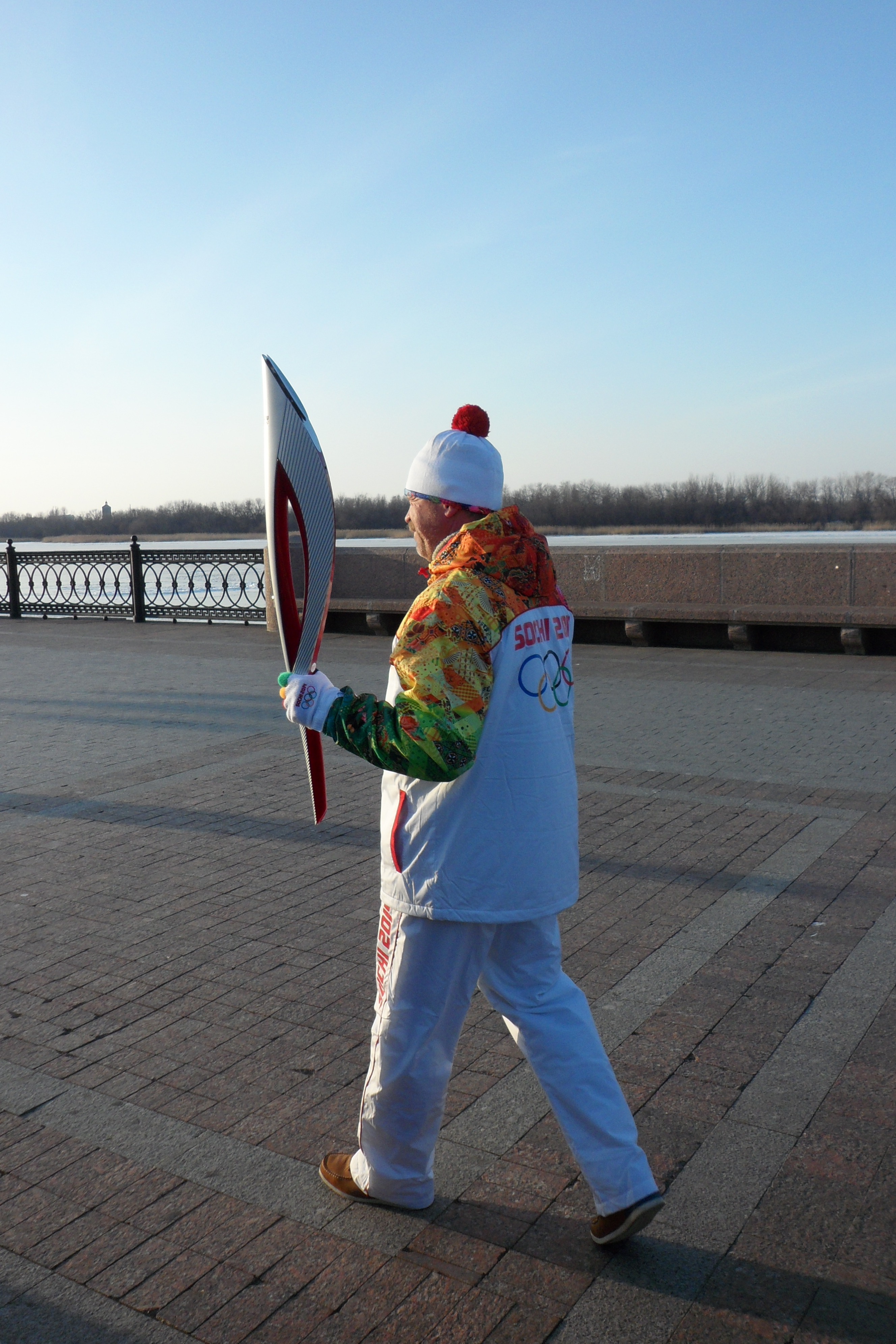
Один з факелоносців. Астрахань

З космодрому Байконур 7 листопада 2013 о 8 годині 14 хвилин 15 секунд за московським часом стартував російський космічний корабель «Союз ТМА-11М» (120-й пілотований політ корабля серії "Союз ", 1811-й пуск ракети цього типу), екіпаж якого (в складі російського космонавта Михайла Тюріна, американського астронавта Ріка Мастраккіо і їх японського колеги Коїті Ваката) повинен доставити на Міжнародну космічну станцію олімпійський факел. Російські космонавти Олег Котов і Сергій Рязанський в суботу, 9 листопада, винесли у відкритий космос незасвічені олімпійський факел. Побувавши в космосі факел повернувся на землю 11 листопада в 06 годині 50 хвилин за московським часом. У заданому районі на південний схід від міста Джезказган (Республіка Казахстан) здійснив посадку спусковий апарат транспортного пілотованого корабля (ТПК) «Союз ТМА-09М». Посадка пройшла в штатному режимі. На Землю повернувся екіпаж тридцять сьомий тривалої експедиції на Міжнародну космічну станцію у складі командира ТПК космонавта Федора Юрчихина (Роскосмос), бортінженерів астронавтів Луки Парметано (ЄКА) і Карен Найберг (НАСА). Після відстиковки корабля від російського сегмента МКС на орбіті продовжує роботу екіпаж МКС-38/39 в складі: командир Олег Котов (Роскосмос), бортінженери Сергій Рязанський (Роскосмос), Майкл Хопкінс (НАСА), Михайло Тюрін (Роскосмос), Рік Мастраккіо (НАСА), Коїті Ваката (Джаксом).
23 листопада 2013 року на акваторії Байкал а пройшов етап естафети, під час якого Олімпійський вогонь пронесли по дну озера. Факел знаходився в спеціальній водонепроникної системі. Під великим тиском в факелі подавався газ, в результаті вогонь горів навіть у воді. Щоб полум'я не згасло під водою, на факелі закріпили сигнальну шашку — фальшфейер. На місце занурення естафета дісталася на катері «Мангуст», зайшовши в Байкал з Ангари. Рятувальник Байкальського пошуково-рятувального загону Микола Рибаченко, опустившись на 20 м, доставив вогонь зимових Олімпійських ігор на дно озера Байкал. Залишаючись на глибині, він передав факел телеведучої Катерині Андрєєвої. Вона передала вогонь старшому віце-президентові оргкомітету «Сочі 2014» Олександру Вронського. Потім Михайло Чуєв на літальному рюкзаку доставив факел до берега.
7 грудня 2013 року ветеран спорту з Новосибірська А. А. Каптаренко встановив рекорд Олімпійських ігор, ставши найстаршим факелоносцем.
1 лютого 2014 рік а був реалізований спеціальний проект естафети олімпійського вогню «Ельбрус», що планувався окремо від основного маршруту. Запалення чаші на західному піку гори Ельбрус, розташованому на висоті 5642 метри над рівнем моря справили альпіністи Карина Юріївна Мезова і Абдул-Халім Мукаевіч Ольмезов.

### Інциденти під час естафети
Як і на минулих Олімпійських іграх, в ході естафети вогонь неодноразово гаснув. Необхідно зауважити, що Міжнародним олімпійським комітетом визнано нормою, якщо кількість таких випадків не перевищує 5 % від загального числа запалених факелів.
6 жовтня у другого учасника естафети, Шаварш Карапетяна, на внутрішньому виході з воріт Спаської вежі факел погас, і стояв поруч співробітник ФСТ водій підмітальної машини Андрій Смагін запалив його від запальнички. На наступному етапі олімпійський вогонь відновили за допомогою запасний лампади.
18 жовтня факел спалахнув і обпалив руку факелоносца на естафеті вогню в Костромі в самому кінці естафети перед запалюванням міської Чаші Олімпійського вогню на сцені.
27 листопада в Хакасії загорівся одяг факелоносца. Рукав куртки російського бобслеїста Петра Макарчука спалахнув, коли він ніс факел на завершальному етапі.
13 грудня в Єкатеринбург е (Свердловська область) пальне вихлюпнулося з факела і підпалила шапку, а після цього вогонь перекинувся на куртку факелоносца, почесного залізничника Анатолія Геращенко.
15 грудня лікарям Кургану не вдалося врятувати життя першого факелоносца Курганської області Вадима Горбенко. Пробігши свою ділянку, він звернувся до лікарів — перехвилювався. Лікарі діагностували серцевий напад і госпіталізували спортсмена, але врятувати його не змогли.
25 грудня в Самарі на перехресті проспекту Юних Піонерів і проспекту Кірова при передачі олімпійського вогню від міністра спорту Самарської області Дмитра Анатолійовича Шляхтина Євгену Ігоровичу Сазанової олімпійський факел спалахнув по всій довжині, після чого його довелося кинути на землю та загасити.

## Факел

### Конструкція
14 січня 2013 року до Москві оргкомітет «Сочі-2014» представив один з головних атрибутів естафет Ігор 2014 року — факели естафет олімпійського і паралімпійського вогню. Смолоскипи представили Посли «Сочі-2014»: Тетяна Навка, Наталія Водянова, Ілля Авербух і Олеся Владикіна. Дизайн факелів розроблений креативною командою Центру промислового дизайну та інновацій «АстраРосса Дизайн» під керівництвом Володимира Пирожкова і Андрія Водяника. Дизайнери були обрані за результатами конкурсу, проведеного в травні 2011 рік а. Обидва факела ідентичні за формою і розміром, але виконані в різних кольорах: олімпійський — в традиційному для російського спорту червоному, а паралімпійський — в небесно-блакитному, що символізує силу духу паралімпійських спортсменів. Всього передбачено виробництво 14 000 факелів олімпійського вогню і більш +1000 факелів паралімпійського вогню. Смолоскипи, які проносять по території Росії під час естафети олімпійського вогню, відливали в Нижегородської області на заводі «Росалія», а за установку системи горіння відповідало ВАТ «Красмаш».
На закупівлю 15 000 факелів було витрачено 207 мільйонів рублів.
Президент Оргкомітету «Сочі-2014» Дмитро Чернишенко висловився про значення факела:

Факел — головний символ Естафети. Факел «Сочі 2014» з'єднує добре знайомі нам з дитинства мотиви казок і билин з останніми «ноу-хау» в сфері дизайну. Елегантний, неординарний і світлий факел «Сочі 2014» в повній мірі уособлює красу і багатогранність Росії.
— www.sochi2014.com

### Корпус
Корпус факела виконаний методом лиття з алюмінієвого сплаву. Колір — світло-сріблястий «металік», фактура — мелкодисперсная матова. У верхній частині розміщені емблеми Олімпійських і Паралімпійських ігор, виконані способом інкрустації. Важить факел близько 1,8 кг, його висота-0,95 м, ширина-160 мм, товщина-54 мм. Вага і центр ваги розраховані і підібрані для максимальної зручності його використання під час бігу.

## Факелоносці
В естафеті взяли участь 14 тисяч факелоносців, яким видавалося посвідчення факелоносца і на пам'ять залишалася форма, в якій вони несли факел. Примірники факела продавалися за номінальною ціною 12 800 рублів. Для одного з факелоносців міста Каменськ-Шахтинський — Олександра Веніаміновича Зирянова — він коштував трохи більше тринадцяти тисяч.